# Fivelandia 6 - Le più belle sigle originali dei tuoi amici in TV
Fivelandia 6 – Le più belle sigle originali dei tuoi amici in TV è il ventunesimo album discografico di Cristina D'Avena, pubblicato da Five Record S.r.l. e distribuito da C.G.D. Messaggerie Musicali S.p.A. nel 1988.

## Descrizione
L'album è il sesto capitolo della collana Fivelandia e contiene le sigle dei cartoni animati andati in onda sulle reti Mediaset nel periodo intorno alla pubblicazione e le sigle dell'edizione 1988/89 dei due programmi contenitori Bim Bum Bam e Ciao Ciao. L'album è il primo della raccolta e dell'artista ad essere pubblicato su CD, oltre ai formati musicassetta e vinile. La copertina del CD ospita Uan, Four e Five mentre suonano rispettivamente uno strumento a corde, il sax e la batteria; nella copertina degli altri formati la scena è la stessa ma su uno sfondo blu pieno di note in cui sono inserite immagini tratte dai cartoni animati delle sigle dell'album.
Tutti i brani presenti nell'album sono stati precedentemente pubblicati su 45 giri e sono per lo più inediti su 33 giri; fanno eccezione Balliamo e cantiamo con Licia e Hilary che erano già state pubblicate la prima nell'omonimo album monografico e la seconda nell'album Cristina D'Avena e i tuoi amici in TV 2 entrambi usciti nel 1988.
Nel 2006 l'album è stato ripubblicato, prima in versione doppia e successivamente singola.
Questo album detiene un importante record, infatti nel 2012, la versione CD dell'album è stata venduta all'asta su eBay alla cifra di 5.050 euro ottenendo il primato mai raggiunto online da un CD in Italia. Lo stesso primato l'artista lo aveva ottenuto precedentemente nel 2007 e nel 2011 con l'album Cristina D'Avena e i tuoi amici in TV 3, venduti a 1.210 e 3.010 euro. Il 3 dicembre 2019 un'altra copia, sempre su Ebay, è stata venduta a 1000 euro.Il 9 maggio 2022 un'altra copia del CD è stata venduta alla cifra di 5.000 euro, mentre il 6 giugno 2022 è stata venduta alla cifra di 1.200 euro ed infine il 17 febbraio 2023 ne è stata venduta un'altra copia a 1.220 euro.
Nel 2019 verrà pubblicata un'edizione digitale dal titolo Fivelandia 6 Reloaded, escludendo il brano Puffi qua e là (non essendo un'edizione musicale RTI).

## Tracce
- CD: CD FM 513619

- LP: FM 13619

- MC: 50 FM 13619

Testi di Alessandra Valeri Manera; edizioni musicali Canale 5 Music.
1. Arriva Cristina – 3:02 (musica: Carmelo Carucci)
2. Siamo quelli di Beverly Hills – 2:59 (musica: Carmelo Carucci)
3. Balliamo e cantiamo con Licia – 3:15 (musica: Carmelo Carucci)
4. Una per tutte tutte per una – 2:59 (musica: Carmelo Carucci)
5. Puffi qua e là – 3:11 (musica: Vincenzo Draghi; edizioni musicali I.M.P.S. SA e Canale 5 Music[8][9])
6. Una sirenetta fra noi – 3:10 (musica: Vincenzo Draghi)
7. Bim Bum Bam siamo qui tutti e tre – 3:46 (musica: Vincenzo Draghi)
8. Viaggiamo con Benjamin – 3:31 (musica: Carmelo Carucci)
9. Palla al centro per Rudy – 3:24 (musica: Vincenzo Draghi)
10. Prendi il mondo e vai – 3:21 (musica: Massimiliano Pani)
11. Hilary – 3:01 (musica: Carmelo Carucci)
12. Principessa dai capelli blu – 3:24 (musica: Massimiliano Pani)
13. Kolby e i suoi piccoli amici – 2:44 (musica: Carmelo Carucci)
14. Ciao Ciao siamo tutti tuoi amici – 3:38 (musica: Vincenzo Draghi)

Durata totale: 45:25

### Interpreti
- Cristina D'Avena – 1-2-3-4-5-6-8-9-10-11-12-13
- Paolo Bonolis – 7
- Manuela Blanchard – 7
- Uan (Giancarlo Muratori) – 7
- Debora Magnaghi – 14
- Four (Pietro Ubaldi) – 14
- Coro dei Piccoli Cantori di Milano – tutte

## Produzione
- Alessandra Valeri Manera – Produzione discografica e direzione discografica
- Direzione Creativa e Coordinamento Immagine Mediaset – Grafica

## Differenze con la ristampa
L'album è stato ristampato due volte in formato CD, doppia e singola a partire dal 28 aprile 2006.

### Fivelandia 6
Fivelandia 6 è un album di Cristina D'Avena, pubblicato da RTI – Reti Televisive Italiane S.p.A. e distribuito da Edel, il 23 giugno. La copertina dell'album, riprende in un formato più piccolo la copertina della versione LP.
- CD: 0172122ERE

### Produzione
- Paolo Paltrinieri – Produzione discografica
- Marina Arena – Coordinamento
- Michele Muti – Coordinamento
- Direzione Creativa e Coordinamento Immagine Mediaset – Grafica
- Enrico Fabris – Mastering a RTI Recording Studio, Cologno Monzese

### Fivelandia Reloaded - Volume 6
A cominciare da dicembre 2018, RTI – Reti Televisive Italiane S.p.A. ha iniziato a pubblicare delle versioni ridotte degli album originali. Per quanto riguarda il volume 6, delle 14 tracce presenti nella ristampa, ne sono state pubblicate 13, eliminando Puffi qua e là. La copertina dell'album è molto simile a quella della ristampa su CD con la differenza che viene aggiunta la scritta Reloaded, i loghi di Five e Uan e il colore di sfondo è giallo.

#### Tracce
Testi di Alessandra Valeri Manera; edizioni musicali RTI – Reti Televisive Italiane S.p.A..
1. Arriva Cristina – 3:02 (musica: Carmelo Carucci)
2. Siamo quelli di Beverly Hills – 2:59 (musica: Carmelo Carucci)
3. Balliamo e cantiamo con Licia – 3:15 (musica: Carmelo Carucci)
4. Una per tutte tutte per una – 2:59 (musica: Carmelo Carucci)
5. Una sirenetta fra noi – 3:10 (musica: Vincenzo Draghi)
6. Bim Bum Bam siamo qui tutti e tre – 3:46 (musica: Vincenzo Draghi)
7. Viaggiamo con Benjamin – 3:31 (musica: Carmelo Carucci)
8. Palla al centro per Rudy – 3:24 (musica: Vincenzo Draghi)
9. Prendi il mondo e vai – 3:21 (musica: Massimiliano Pani)
10. Hilary – 3:01 (musica: Carmelo Carucci)
11. Principessa dai capelli blu – 3:24 (musica: Massimiliano Pani)
12. Kolby e i suoi piccoli amici – 2:44 (musica: Carmelo Carucci)
13. Ciao Ciao siamo tutti tuoi amici – 3:38 (musica: Vincenzo Draghi)

Durata totale: 42:14

#### Produzione
- Paolo Vanoni – Produzione discografica
- Marina Arena – Coordinamento
- Direzione Creativa e Coordinamento Immagine Mediaset – Grafica